# Klubowe Mistrzostwa Świata w piłce siatkowej kobiet 2022
15. edycja Klubowych mistrzostw świata w piłce siatkowej kobiet odbędzie się w dniach 14-18 grudnia 2022 w tureckim mieście Antalya. W rozgrywkach będzie brać udział 6 drużyn.

## Hala sportowa
| Obiekt |           |                     |
| ------ | --------- | ------------------- |
| Obiekt | Miasto    | Antalya             |
| Obiekt | Hala      | Antalya Spor Salonu |
| Obiekt | Pojemność | 10 000              |

## Uczestnicy[2]
| Drużyna                       | Sposób awansu                                       |
| ----------------------------- | --------------------------------------------------- |
| Eczacıbaşı Stambuł            | Gospodarz, Brązowy medalista Mistrzostw Turcji 2022 |
| VakıfBank SK                  | Klubowy mistrz Europy 2022                          |
| Prosecco Doc Imoco Conegliano | Klubowy wicemistrz Europy 2022                      |
| Gerdau/Minas                  | Klubowy mistrz Ameryki Południowej 2022             |
| Dentil Praia Clube            | Klubowy wicemistrz Ameryki Południowej 2022         |
| Kuanysz Pietropawłowsk        | Klubowy mistrz Azji 2022                            |

## Podział na grupy
| Grupa A                                                             | Grupa B                                          |
| ------------------------------------------------------------------- | ------------------------------------------------ |
| Prosecco Doc Imoco Conegliano Eczacıbaşı Stambuł Dentil Praia Clube | VakıfBank SK Gerdau/Minas Kuanysz Pietropawłowsk |

## Mecze
- W nawiasach podano godziny meczów zgodnie z czasem środkowoeuropejskim

### Faza grupowa[3]

#### Grupa A
Tabela
| Lp. | Drużyna                       | Mecze | Mecze   | Mecze   | Pkt | Sety | Sety | Sety  | Małe punkty | Małe punkty | Małe punkty |
| Lp. | Drużyna                       | M     | W (3:2) | P (2:3) | Pkt | wyg. | prz. | ratio | zdob.       | str.        | ratio       |
| --- | ----------------------------- | ----- | ------- | ------- | --- | ---- | ---- | ----- | ----------- | ----------- | ----------- |
| 1   | Prosecco Doc Imoco Conegliano | 2     | 2 (0)   | 0 (0)   | 6   | 6    | 1    | 6.000 | 171         | 147         | 1.163       |
| 2   | Eczacıbaşı Stambuł            | 2     | 1 (0)   | 1 (0)   | 3   | 4    | 3    | 1.333 | 158         | 143         | 1.105       |
| 3   | Dentil Praia Clube            | 2     | 0 (0)   | 2 (0)   | 0   | 0    | 6    | 0.000 | 111         | 150         | 0.740       |

Źródło: FIVB
Punktacja: 3:0 i 3:1 – 3 pkt; 3:2 – 2 pkt; 2:3 – 1 pkt; 1:3 i 0:3 – 0 pkt
Zasady ustalania kolejności: 1. liczba zwycięstw, 2. liczba punktów, 3. stosunek setów, 4. stosunek małych punktów, 5. bilans w bezpośrednich meczach
Legenda:   awans do półfinału
Wyniki
| Data       | Godz.         | Drużyna 1                     | Wynik | Drużyna 2                     | 1     | 2     | 3     | 4     | 5 | Widzów | *      |
| ---------- | ------------- | ----------------------------- | ----- | ----------------------------- | ----- | ----- | ----- | ----- | - | ------ | ------ |
| 14.12.2022 | 16:30 (14:30) | Eczacıbaşı Stambuł            | 3:0   | Dentil Praia Clube            | 25:14 | 25:15 | 25:18 |       |   | 6285   | raport |
| 15.12.2022 | 16:30 (14:30) | Prosecco Doc Imoco Conegliano | 3:0   | Dentil Praia Clube            | 25:22 | 25:21 | 25:21 |       |   | 2304   | raport |
| 16.12.2022 | 16:00 (14:00) | Eczacıbaşı Stambuł            | 1:3   | Prosecco Doc Imoco Conegliano | 18:25 | 25:21 | 22:25 | 18:25 |   | 6004   | raport |

#### Grupa B
Tabela
| Lp. | Drużyna                | Mecze | Mecze   | Mecze   | Pkt | Sety | Sety | Sety  | Małe punkty | Małe punkty | Małe punkty |
| Lp. | Drużyna                | M     | W (3:2) | P (2:3) | Pkt | wyg. | prz. | ratio | zdob.       | str.        | ratio       |
| --- | ---------------------- | ----- | ------- | ------- | --- | ---- | ---- | ----- | ----------- | ----------- | ----------- |
| 1   | VakıfBank SK           | 2     | 2 (0)   | 0 (0)   | 6   | 6    | 0    | MAX   | 151         | 114         | 1.325       |
| 2   | Gerdau/Minas           | 2     | 1 (0)   | 1 (0)   | 3   | 3    | 3    | 1.000 | 142         | 123         | 1.154       |
| 3   | Kuanysz Pietropawłowsk | 2     | 0 (0)   | 2 (0)   | 0   | 0    | 6    | 0.000 | 94          | 150         | 0.627       |

Źródło: FIVB
Punktacja: 3:0 i 3:1 – 3 pkt; 3:2 – 2 pkt; 2:3 – 1 pkt; 1:3 i 0:3 – 0 pkt
Zasady ustalania kolejności: 1. liczba zwycięstw, 2. liczba punktów, 3. stosunek setów, 4. stosunek małych punktów, 5. bilans w bezpośrednich meczach
Legenda:   awans do półfinału
Wyniki
| Data       | Godz.         | Drużyna 1    | Wynik | Drużyna 2              | 1     | 2     | 3     | 4 | 5 | Widzów | *      |
| ---------- | ------------- | ------------ | ----- | ---------------------- | ----- | ----- | ----- | - | - | ------ | ------ |
| 14.12.2022 | 19:30 (17:30) | VakıfBank SK | 3:0   | Kuanysz Pietropawłowsk | 25:15 | 25:15 | 25:17 |   |   | 7893   | raport |
| 15.12.2022 | 20:00 (18:00) | VakıfBank SK | 3:0   | Gerdau/Minas           | 25:22 | 26:24 | 25:21 |   |   | 8107   | raport |
| 16.12.2022 | 19:00 (17:00) | Gerdau/Minas | 3:0   | Kuanysz Pietropawłowsk | 25:14 | 25:13 | 25:20 |   |   | 5300   | raport |

### Faza finałowa

#### Drabinka
|  |                               |                               |              |                   |   |                               |                               |       |
|  | Półfinały                     | Półfinały                     | Półfinały    |                   |   | Finał                         | Finał                         | Finał |
|  | Półfinały                     | Półfinały                     | Półfinały    |                   |   | Finał                         | Finał                         | Finał |
|  | 17.12                         |                               |              |                   |   |                               |                               |       |
|  |                               |                               |              |                   |   |                               |                               |       |
|  | Prosecco Doc Imoco Conegliano | Prosecco Doc Imoco Conegliano | 3            |                   |   |                               |                               |       |
|  | Prosecco Doc Imoco Conegliano | Prosecco Doc Imoco Conegliano | 3            | 18.12             |   |                               |                               |       |
|  | Gerdau/Minas                  | Gerdau/Minas                  | 0            |                   |   |                               |                               |       |
|  | Gerdau/Minas                  | Gerdau/Minas                  | 0            |                   |   | Prosecco Doc Imoco Conegliano | Prosecco Doc Imoco Conegliano | 3     |
|  | 17.12                         |                               |              |                   |   | Prosecco Doc Imoco Conegliano | Prosecco Doc Imoco Conegliano | 3     |
|  |                               |                               | VakıfBank SK | VakıfBank SK      | 1 |                               |                               |       |
|  | VakıfBank SK                  | VakıfBank SK                  | VakıfBank SK | VakıfBank SK      | 1 | 3                             |                               |       |
|  | VakıfBank SK                  | VakıfBank SK                  |              |                   |   |                               |                               |       |
|  | Eczacıbaşı Stambuł            | Eczacıbaşı Stambuł            | 0            |                   |   |                               |                               |       |
|  | Eczacıbaşı Stambuł            | Eczacıbaşı Stambuł            | 0            | Mecz o 3. miejsce |   |                               |                               |       |
|  |                               |                               |              |                   |   |                               |                               |       |
|  | 18.12                         |                               |              |                   |   |                               |                               |       |
|  |                               |                               |              |                   |   |                               |                               |       |
|  | Gerdau/Minas                  | Gerdau/Minas                  | 1            |                   |   |                               |                               |       |
|  | Gerdau/Minas                  | Gerdau/Minas                  | 1            |                   |   |                               |                               |       |
|  | Eczacıbaşı Stambuł            | Eczacıbaşı Stambuł            | 3            |                   |   |                               |                               |       |
|  | Eczacıbaşı Stambuł            | Eczacıbaşı Stambuł            | 3            |                   |   |                               |                               |       |

|  |  | Półfinały |  |
|  |  | --------- |  |

| Data       | Godz.         | Drużyna 1                     | Wynik | Drużyna 2          | 1     | 2     | 3     | 4 | 5 | Widzów | *      |
| ---------- | ------------- | ----------------------------- | ----- | ------------------ | ----- | ----- | ----- | - | - | ------ | ------ |
| 17.12.2022 | 16:30 (14:30) | Prosecco Doc Imoco Conegliano | 3:0   | Gerdau/Minas       | 25:12 | 25:17 | 25:21 |   |   | 3205   | raport |
| 17.12.2022 | 20:00 (18:00) | VakıfBank SK                  | 3:0   | Eczacıbaşı Stambuł | 25:21 | 25:19 | 25:23 |   |   | 9651   | raport |

|  |  | Mecz o 3 miejsce |  |
|  |  | ---------------- |  |

| Data       | Godz.         | Drużyna 1    | Wynik | Drużyna 2          | 1     | 2     | 3     | 4     | 5 | Widzów | *      |
| ---------- | ------------- | ------------ | ----- | ------------------ | ----- | ----- | ----- | ----- | - | ------ | ------ |
| 18.12.2022 | 13:00 (11:00) | Gerdau/Minas | 1:3   | Eczacıbaşı Stambuł | 22:25 | 25:23 | 10:25 | 21:25 |   | 4002   | raport |

|  |  | Finał |  |
|  |  | ----- |  |

| Data       | Godz.         | Drużyna 1                     | Wynik | Drużyna 2    | 1     | 2     | 3     | 4     | 5 | Widzów | *      |
| ---------- | ------------- | ----------------------------- | ----- | ------------ | ----- | ----- | ----- | ----- | - | ------ | ------ |
| 18.12.2022 | 16:00 (14:00) | Prosecco Doc Imoco Conegliano | 3:1   | VakıfBank SK | 25:18 | 22:25 | 25:21 | 25:21 |   | 9108   | raport |

| KLUBOWY MISTRZ ŚWIATA                  |
| -------------------------------------- |
| Prosecco Doc Imoco Conegliano 2. TYTUŁ |

## Nagrody indywidualne
| Nagroda                | Zawodniczka                                 | Klub                                       |
| MVP                    | Isabelle Haak                               | Prosecco Doc Imoco Conegliano              |
| Najlepsza atakująca    | Isabelle Haak                               | Prosecco Doc Imoco Conegliano              |
| Najlepsza rozgrywająca | Joanna Wołosz                               | Prosecco Doc Imoco Conegliano              |
| Najlepsze środkowe     | Chiaka Ogbogu Zehra Güneş                   | VakıfBank SK                               |
| Najlepsze przyjmujące  | Kelsey Cook Gabriela "Gabi" Braga Guimarães | Prosecco Doc Imoco Conegliano VakıfBank SK |
| Najlepsza libero       | Monica De Gennaro                           | Prosecco Doc Imoco Conegliano              |

## Klasyfikacja końcowa
| Miejsce | Drużyna                       |
| ------- | ----------------------------- |
| 1       | Prosecco Doc Imoco Conegliano |
| 2       | VakıfBank SK                  |
| 3       | Eczacıbaşı Stambuł            |
| 4       | Gerdau/Minas                  |
| 5       | Dentil Praia Clube            |
| 6       | Kuanysz Pietropawłowsk        |